# Kalmar regemente (nya)
Kalmar regemente (Fo 18) var ett infanteriförband inom svenska armén som verkade i olika former åren 1994–1997. Förbandsledningen var förlagd i Kalmar garnison i Kalmar.

## Historia
Genom försvarsbeslutet 1925 beslutades det att reducera den svenska armén från sex till fyra arméfördelningar. Detta medförde att 17 av arméns truppförband skulle avvecklas. Av dessa 17 truppförband var det 7 infanteriregementen som skulle avvecklas, där Kalmar regemente (I 21) var ett av dessa. Avvecklingsbeslutet medförde att regementet skulle avvecklas omedelbart efter repetitionsövningarna 1927.
Den 1 oktober 1927 höll regementet en ceremoni över kommande avveckling. Vid sidan om avvecklingen, avvecklades även Jönköpings regemente (I 12) inom Jönköpings garnison. Dessa två regementen kom den 1 januari 1928 att bilda ett nytt regemente, Jönköpings-Kalmar regemente (I 12). I Jönköping blev en avvecklingsorganisation kvar och verkade fram till 31 mars 1928, medan verksamheten i Eksjö övergick direkt i den nya organisationen.
Genom försvarsutredning 1988 beslutades det om en reducering av antalet brigadproducerande regementen, bland annat beslutades om att grundutbildningen av värnpliktiga skulle upphöra vid Kronobergs regemente (I 11). Kronobergs regemente var även ett försvarsområdesregemente, där man sedan den 1 juli 1974 hade det territoriella ansvaret för både Kronobergs försvarsområde (Fo 16) och Kalmar försvarsområde (Fo 18), med gemensam stab vid Kronobergs regemente i Växjö. Genom beslutet att grundutbildningen skulle upphöra, beslutades samtidigt att försvarsområdesstaben för Kalmar försvarsområde skulle avskiljas från Kronobergs regemente och bilda en egen stab i Kalmar från den 1 juli 1990.
Fram till den 1 juli 1974 hade Kalmar försvarsområde letts från en självständig stab grupperad vid Norra vägen 49 i Kalmar. I samband med att staben uppgick i Kronobergs regemente i Växjö, kvarstod en försvarsområdesgrupp baserad från den 1 juli 1974 i Robotkasernen inom flottiljområdet tillhörande Kalmar flygflottilj (F 12).
När staben åter blev självständig den 1 juli 1990 grupperades den i Kalmar. Åren 1990–1994 benämndes försvarsområdet Kalmar försvarsområde (Fo 18). Genom försvarsbeslutet 1992 antog samtliga försvarsområdesregementen inom armén samma organisation som den i Kalmar genom att brigaderna avskildes och bildade egna självständiga staber. Med den omorganisationen underställdes Kalmar försvarsområde den 1 juli 1994 chefen för det nybildade Kalmar regemente. Kalmar regemente fick beteckningen Fo 18, det vill säga samma som försvarsområdet. Regementets tidigare beteckning I 21 var sedan 1928 upptagen av Västernorrlands regemente och aldrig aktuell för Kalmar regemente.
Inför försvarsbeslutet 1996 föreslogs en ny försvarsområdesindelning vilket innebar att tre försvarsområdesstaber inom Södra militärområdet (Milo S) skulle avvecklas senast den 31 december 1997. De tre staber som föreslogs för avveckling återfanns i Kalmar, Växjö och Ystad. Gällande staberna i Växjö och Kalmar föreslogs de tillsammans med staben i Eksjö att bilda ett gemensamt försvarsområde.
Regementet höll sin avvecklingsceremoni den 15 december 1997, och avvecklades officiellt den 31 december 1997. Från den 1 januari 1998 kom Kalmar försvarsområde (Fo 18) att integreras i Jönköpings försvarsområde (Fo 17), som antog namnet Smålands försvarsområde (Fo 17). Som stöd till hemvärn och frivilligverksamheten inom före detta Kalmar försvarsområde bildades försvarsområdesgruppen Kalmargruppen.

## Verksamhet
Kalmar försvarsområde organiserade följande försvarsområdesgrupper; Fogrp Kalmar (typ B), fogrp Öland (typ A), fogrp Emådalen (typ B) och fogrp Vimmerby (typ B). År 1986 överfördes fogrupp Västervik (typ A) från Östergötlands försvarsområde (Fo 41). Fo-grupperna innehöll ett varierande antal värnkompanier och cykelskyttebataljoner, som mest organiserades åtta cykelskyttebataljoner.
Genom försvarsbeslutet 1996 kom försvarsområdet att integreras som Kalmargruppen i Jönköpings försvarsområde (Fo 17), som i sin tur namnändrades till Smålands försvarsområde (Fo 17).

## Förläggningar och övningsplatser

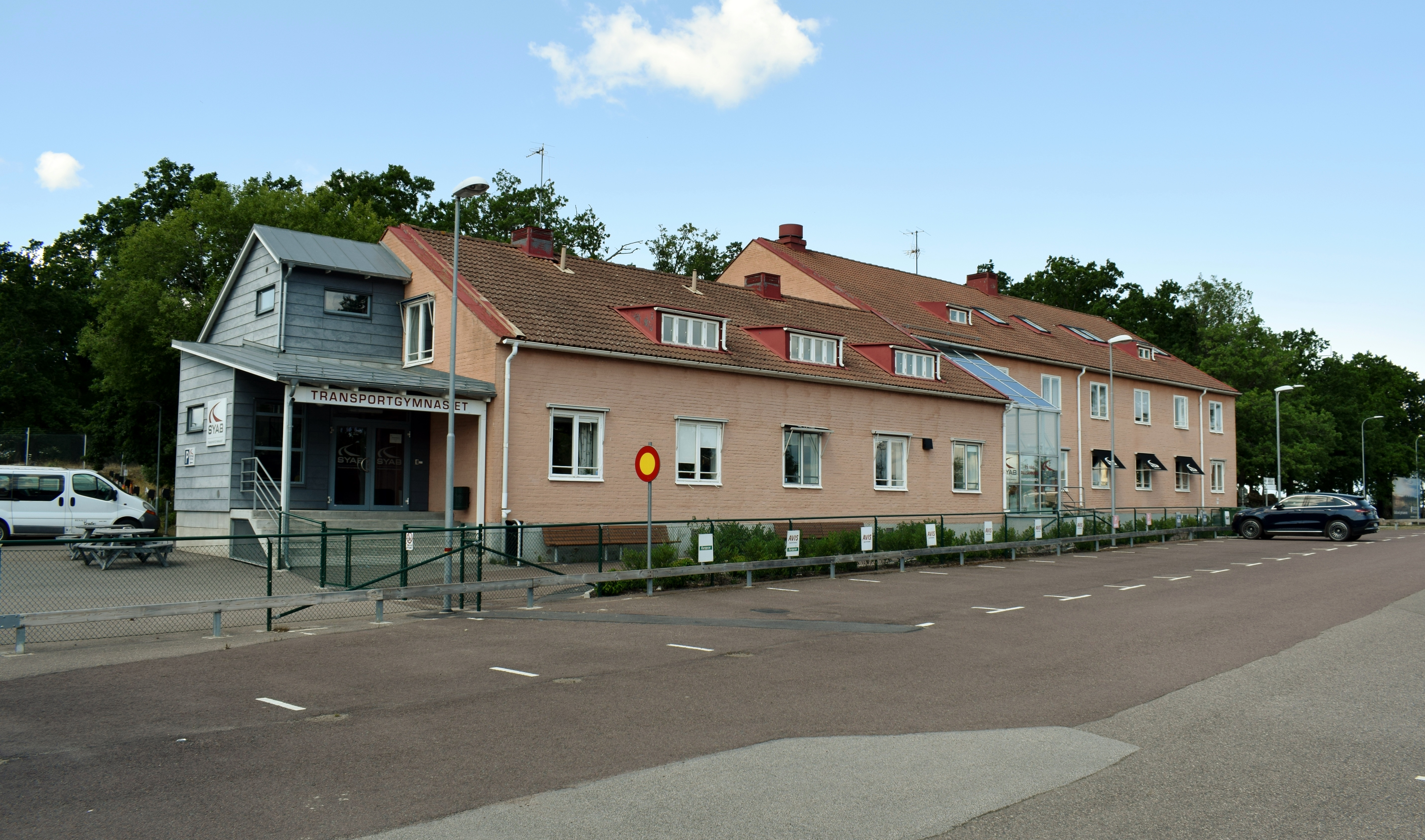
Robotkasernen vid Hangarvägen 21

När Kalmar regemente avvecklades den 31 december 1927, kom dess kasernetablissemang övertas av det nya regementet Jönköpings-Kalmar regemente (I 12), vilket verkade där fram till 1992, då det omlokaliserades till Stockholmsvägen och samlokaliserades med Göta ingenjörkår. Efter att försvaret lämnade Regementsgatan, kom bland annat Högskolecenter i Eksjö (numer under namnet Campus i12) flytta in 1999. När det nya Kalmar regemente bildades, förlades det till det före detta flottiljområdet i Kalmar, till den så kallade Robotkasernen vid Hangarvägen 21. Där verkade regementet och senare Kalmargruppen fram till 2005. Namnet Robotkasernen är ett arv från den luftvärnsrobotdivision som åren 1965–1974 fanns vid flygflottiljen.

## Heraldik och traditioner
I samband med att Kalmar regemente återuppsattes i form av en försvarsområdesstab, tilldelades regementet en ny fana. Det nya Kalmar regemente antog samma heraldiska vapen som det Kalmar regemente som avvecklades 1927 lämnade. Dock så ärvde man inte 1866 års fana, utan tilldelades en ny fana, modell/1994, överlämnad den 10 oktober 1992 av generallöjtnant Åke Sagrén. I samband med att Kalmar regemente avvecklades genom försvarsbeslutet 1996, kom dess traditioner från den 1 december 1998 föras vidare av Kalmargruppen. Från den 1 juli 2012 är Kalmarbataljonen, inom Kalmar- och Kronobergsgruppen, traditionsbärare för Kalmar regemente.
Det ursprungliga regementet hade haft marscherna "Kalmar regementets marsch" (Meissner) och "Kaiser Friedrich-Marsch (Friedemann) som sina marscher. Det nya Kalmar regemente antog marschen "Kalmarbrigaden" (Badman), vilken ursprungligen beställts av Birger Jägtoft och tillägnats Kalmarbrigaden (IB 42).

### Utmärkelsetecken
År 1997 instiftades Kalmar regementes minnesmedalj i silver (KalmregMSM). Bandet är kluvet i rött, gult, rött, gult och rött.

## Förbandschefer
Förbandschefen var i egenskap som regementschefer även försvarsområdesbefälhavare.
- 1994–1995: Birger Jägtoft [e]
- 1995–1997: Dan Snell

## Namn, beteckning och förläggningsort
| Kalmar regemente | 1994-07-01 | – | 1997-12-31 |

| Fo 18 | 1994-07-01 | – | 1997-12-31 |

| Kalmar flygplats (F) | 1994-07-01 | – | 1997-12-31 |